# Yngsjö IF
Yngsjö IF är en fotbollsförening från Yngsjö i Kristianstads kommun i Skåne, bildad den 1 maj 1946. Föreningen hade sin storhetstid på 1990-talet då man säsongerna 1991 och 1992 spelade i herrarnas division II. Detta efter att under en period på fyra säsonger avancerat uppåt i seriesystemet från division VI. Yngsjö IF sågs då som kommunens främsta fotbollsförening. Laget degraderades från division II säsongen 1992 och föll därefter successivt nedåt i seriesystemet, säsongen 2023 återfinns Yngsjö IF i division V. Yngsjö IF har haft ett damlag i seriespel 1973–1984 och 1990–1991.